# Choranthias tenuis
Choranthias tenuis, tên thường gọi là Threadnose bass (trong tiếng Anh), là một loài cá biển thuộc chi Choranthias trong họ Cá mú. Loài này được mô tả lần đầu tiên vào năm 1920.

## Phân bố và môi trường sống
C. tenuis có phạm vi phân bố ở vùng biển Tây Đại Tây Dương. Chúng được tìm thấy từ bang Bắc Carolina đến bang Florida (Hoa Kỳ), bao gồm Bermuda và Bahamas. Trong vịnh Mexico, dọc theo bờ biển từ bang Alabama đến biên giới bang Texas và Mexico, và ngoài khơi bán đảo Yucatan. Ở biển Caribe, từ Anguilla đến Tobago. Tại Nam Mỹ, từ thành phố Barranquilla (Colombia) đến Guyana. Loài này sống thành các đàn lớn, bơi xung quanh các rạn san hô ở vùng đáy biển nhiều đá tảng, độ sâu khoảng từ 55 đến 915 m. Hầu hết các mẫu vật được đánh bắt ở độ sâu khoảng 150 m trở lại.

## Mô tả
Chiều dài cơ thể lớn nhất được ghi nhận ở C. tenuis là khoảng 9 cm. Thân thuôn dài, hình bầu dục. Đầu và thân màu đỏ cam; ửng vàng hơn ở thân dưới; vùng ngực và bụng màu hồng tím nhạt. Mống mắt màu đỏ cam, nửa vòng mắt trước có màu xanh lam. Vây lưng và vây hậu môn màu đỏ cam, li ti những chấm màu lục. Vây ngực và vây bụng màu hồng tím trong suốt. Đuôi xẻ thùy, chóp nhọn; thùy trên dài hơn thùy dưới. Đuôi màu đỏ, chóp đuôi màu đỏ đậm.
Số gai ở vây lưng: 10; Số tia vây mềm ở vây lưng: 14 - 15; Số gai ở vây hậu môn: 3; Số tia vây mềm ở vây hậu môn: 7 - 9; Số tia vây mềm ở vây ngực: 19 - 21; Số lược mang: 34 - 39.
Thức ăn của C. tenuis là các loài sinh vật phù du và động vật giáp xác. Loài này đôi khi được đánh bắt nhằm mục đích buôn bán cá cảnh.